# أمستردام- نورد
أمستردام- نورد (بالعربية: شمال أمستردام) هي قسم إداري بمدينة أمستردام ، هولندا. وتقع هذه المنطقة الإدارية شمال بحيرة آي وهي جسم مائي يفصل شمال أمستردام عن باقي أجزاء المدينة. من الشمال وشمال غرب أمستردام نورد تقع بلديات زانستاد (مدينة زاندام)، وأوستزان، ولاندسمير، وفاترلاند.

## معرض صور

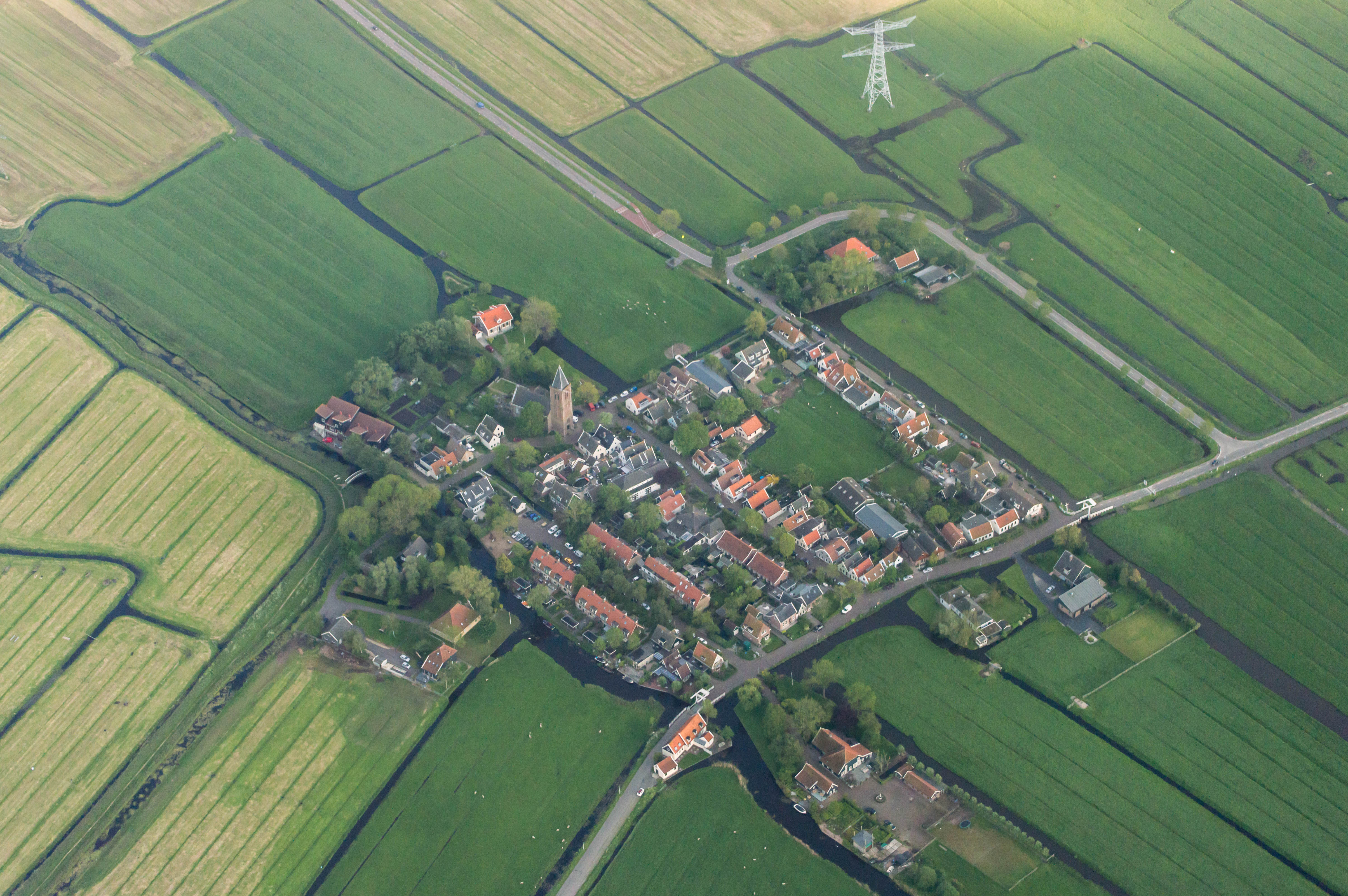
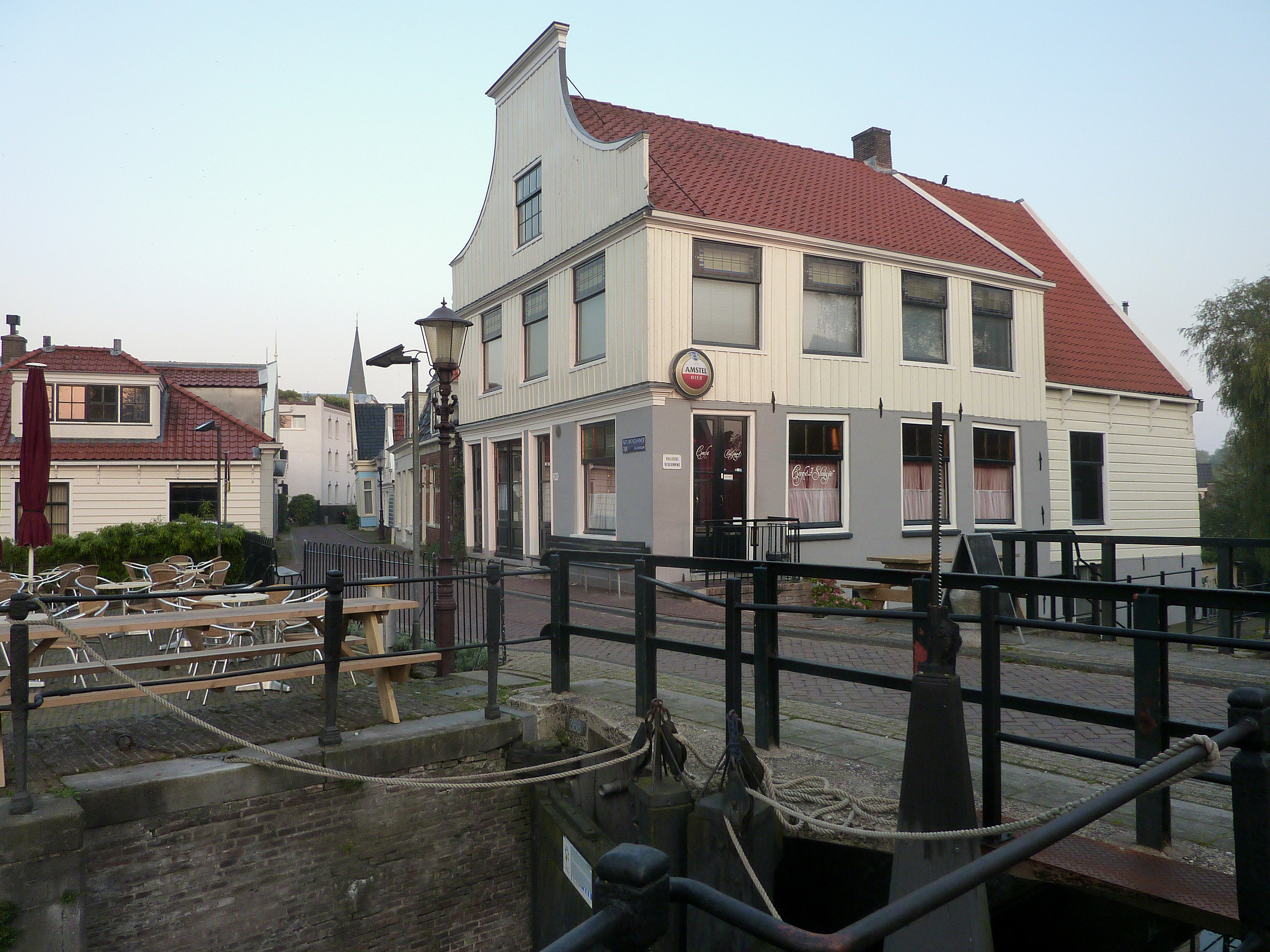
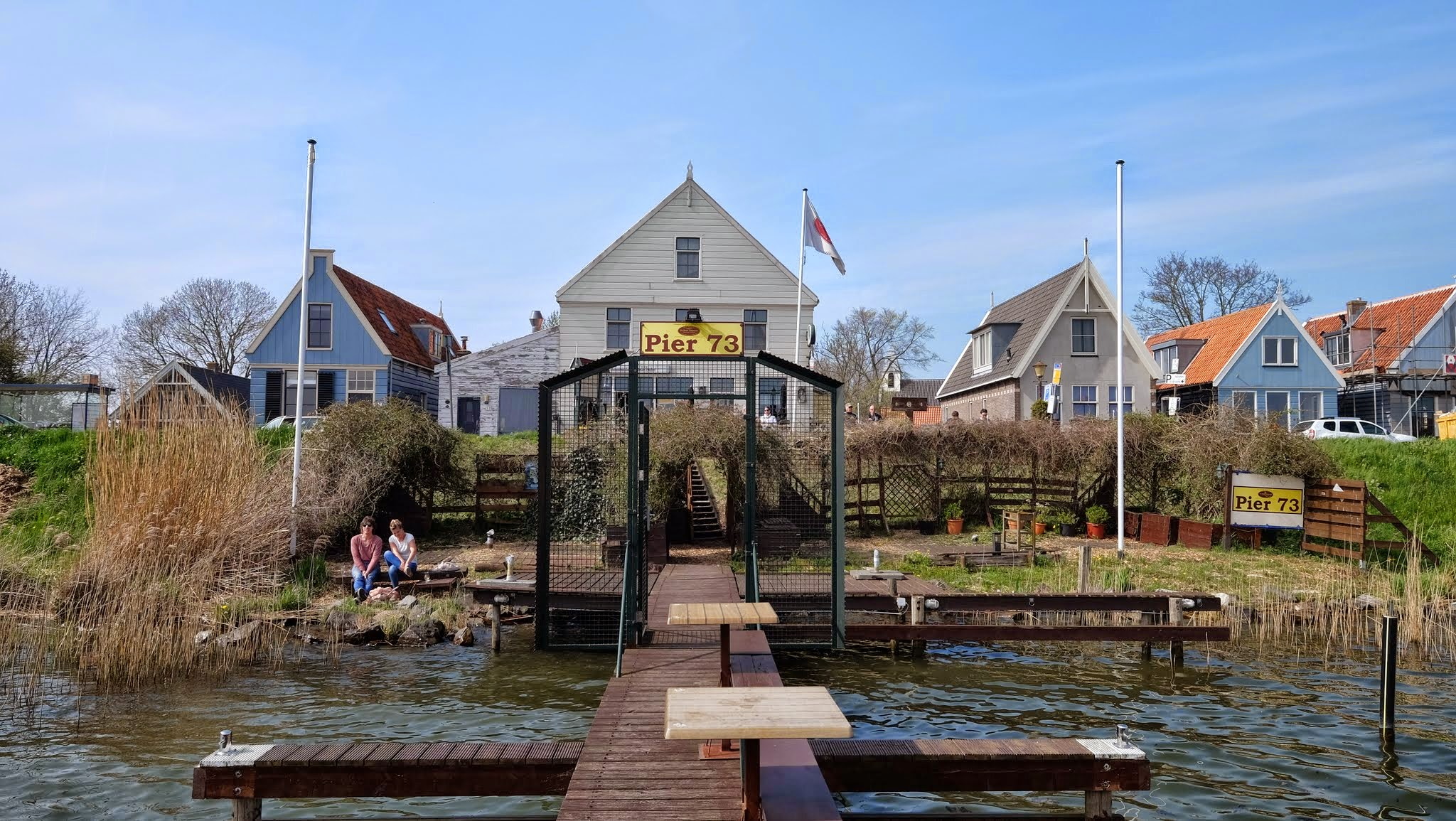
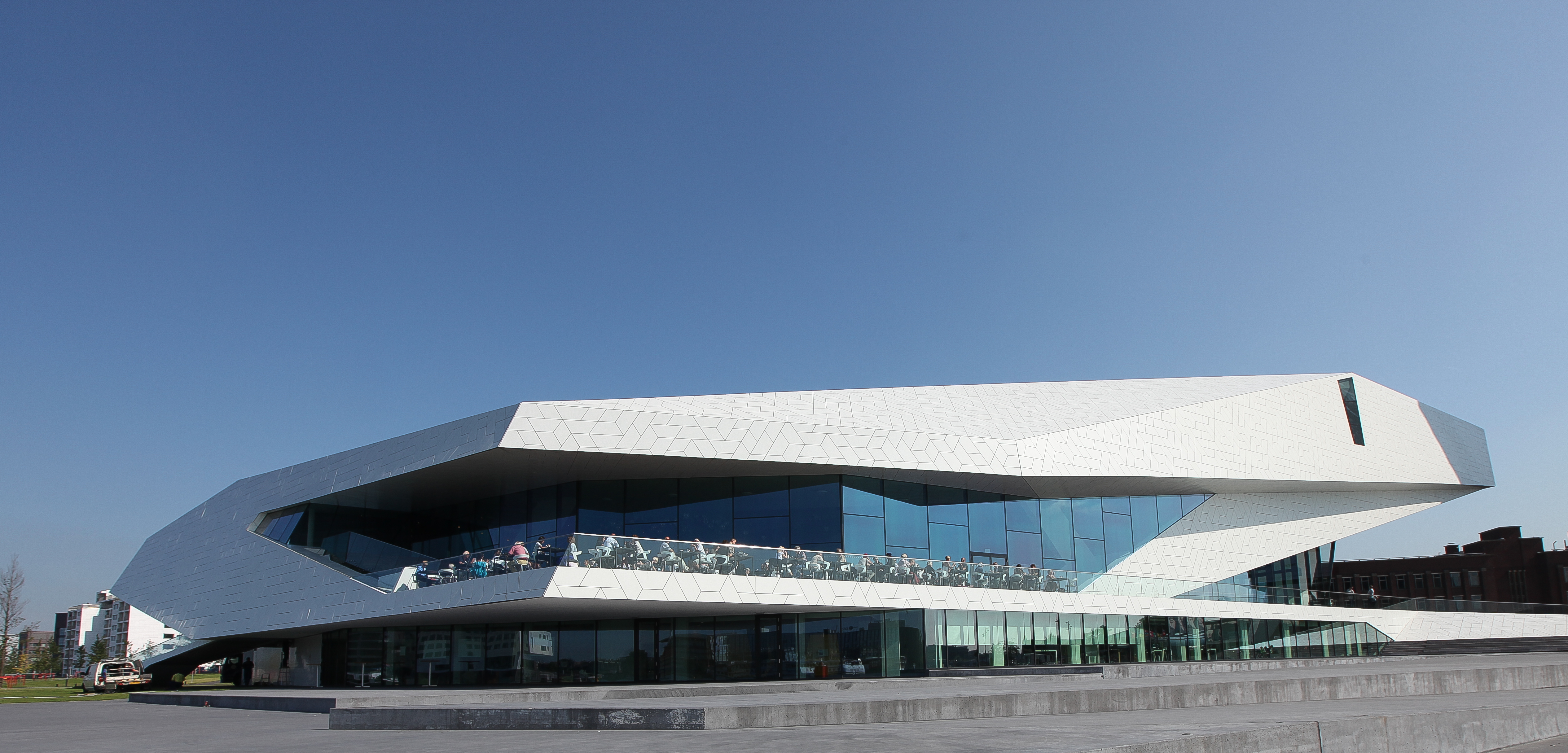

## الضواحي
تحتوي أمستردام نورد على 13 ضاحية:
منها
- تاوندورب أوستزان